# علم معرفة الأرض
علم معرفة الأرض أو الجُغنوسيا فرع من ِعْلم الجيولوجيا، يبحث في التركيب العام أَْو البِْنية العامة، الداخلية والخارجية للأرض مع الأخذ بعين الإعتبار أصل وتوزيع وتتابع المعادن والصخور في القشرة الأرضية.

## المصدر
1. 1 2  محمد عبد الغني عثمان مشرف (2013)، المعجم الجيولوجي المصور (بالعربية والإنجليزية)، مراجعة: أحمد المهندس، محمد بسيوني، هيئة المساحة الجيولوجية السعودية، ج. 2، ص. 793، OCLC:949483776، QID:Q117331039
2. ↑  منير البعلبكي؛ رمزي البعلبكي (2008). المورد الحديث: قاموس إنكليزي عربي (بالعربية والإنجليزية) (ط. 1). بيروت: دار العلم للملايين. ص. 489. ISBN:978-9953-63-541-5. OCLC:405515532. OL:50197876M. QID:Q112315598.